# Juan Carlos Alderete
Juan Carlos Alderete (Provincia de  Salta, Argentina, 19 de septiembre de 1952) es un político y dirigente social argentino. Es líder de la C.C.C y dirigente nacional del  PCR. En el 2019 asumió como diputado nacional por la Provincia de Buenos Aires, en reemplazo de Eduardo de Pedro, dentro de la lista del Frente de Todos.

## Biografía
A la edad de 15 años llegó solo y sin dinero a Buenos Aires, con la esperanza de emprender una carrera de futbolista y conseguir dinero para viajar a Cuba atraído por las ideas de la Revolución cubana. Consiguió su primer trabajo en el barrio de La Paternal de lavacopas en un restaurante.

## Carrera política
En el año 1971 consiguió trabajo en una empresa del sector lácteo y tomó contacto con la militancia sindical.
Durante la última dictadura militar fue acusado de intentar secuestrar a la madre de un directivo de la empresa Ford.  Debido a esto decidió refugiarse en Salta en la casa de uno de sus hermanos, a los seis meses retornó a la ciudad y fue capturado por las autoridades. Cumplió 7 años de condena en la Cárcel de Caseros.
Fue liberado en diciembre de 1981. En el año 1983 comenzó su militancia barrial organizando una junta vecinal para evitar desalojos en el Partido de la Matanza.  Durante la crisis económica de fines de los años noventa organizó ollas populares junto al dirigente Luis D'Elía.
Enfrentando las políticas del Presidente Fernando De La Rùa  organizó el primer corte masivo en la ruta 3, en noviembre de 2000  el  cual duró 18 días.
En  el 2008 durante  el conflicto por las retenciones móviles apoyó  el reclamo de la Mesa de Enlace agropecuaria.
Desde su banca de Diputado Nacional apoyó la ley de  "solidaridad social y reactivación productiva en el marco de la emergencia económica" enviada al congreso por el presidente Alberto Fernández a fines del 2019. 
En enero de 2020, no votó el proyecto de ley de sostenibilidad de la deuda externa, ya que se encontró ausente El respecto expreso en sus redes sociales : "Los diputados del PTP - PCR en el Frente de Todos no acompañamos el proyecto enviado por el Poder Ejecutivo. Entendemos que antes de pagar y negociar, hay que investigar a fondo la deuda externa.